# Ruina (Marvel cómic)
Ruina o Wither (Kevin Ford) es un personaje ficticio, un mutante que aparece en los cómics publicados por Marvel Comics. Ha sido miembro del cuerpo estudiantil en el  Instituto Xavier, un miembro del escuadrón de entrenamiento  Los Infernales, y un supervillano como parte de Círculo Interno de  Selene.

## Biografía ficticia del personaje

### Instituto Xavier
Kevin Ford entra en pánico cuando sus poderes se manifiestan por primera vez. Su padre intenta calmarlo y el poder de Kevin lo reduce a polvo. Talentoso artista, Kevin vive en un depósito de chatarra por un tiempo donde transforma la chatarra no deseada en obras de arte. Él es descubierto por Danielle Moonstar y llevado al Instituto Xavier, donde comienza a desarrollar amistad con  Laurie Collins,  David Alleyne, y  Sofía Mantega. Cuando  Donald Pierce les ataca y empala a Laurie, Kevin arremete y utiliza su poder contra Pierce. Para que dejara de matar a Pierce, Moonstar le muestra su peor temor, usar su poder sobre una persona inocente. Asustado por el placer fisiológico que experimentó cuando utilizó su poder sobre Pierce, deja el Instituto.
Algunos meses más tarde, Emma Frost le convence para volver y se une al escuadrón Nuevos Mutantes bajo el nombre en clave de Ruina. Chocando con  Elixir, objetivo actual del amor de Laurie,  Mercurio de Los Infernales se acerca a él después de haber desarrollado afecto hacia él. Es arrestado por el FBI por matar a su padre. Cuando Los Infernales tratan de rescatarlo los Nuevos Mutantes intentarán detenerlos por temor a las consecuencias en el Instituto por participar en una pelea con el FBI. Kevin ve esto como una traición y se pasa al escuadrón de Julian.
Él descubre la relación anterior de Elixir con  Wolfsbane y lo revela a la dirección de la escuela, terminando con éxito la relación de Josh con Laurie.
Kevin pasa algún tiempo de vacaciones con su escuadrón. Quedan atrapados por el poderoso Creador de Reyes que otorga a las personas sus deseos a cambio de favores más tarde. Pasa algún tiempo sin sus poderes debido a los medicamentos suministrados por su nuevo aliado. Sin embargo, una vez que Los Infernales descubren que el favor es el robo de un arma biológica, se rebelan. Pierde el acceso a los medicamentos y utiliza sus poderes para destruir el arma.

### Post Día M
Después de Día M, Kevin cree que ha perdido sus poderes como la mayoría de la población mutante. Cuando toca la mano de Laurie sin embargo se marchita. Después de una sesión en la Sala de Peligro, Kevin escucha a  Julian Keller refiriéndose a él como "peligroso". Kevin de nuevo se escapa del Instituto.
Kevin va a Mutant Town y vive en compañía de Selene, disfrazada como una anciana. Después de ver a Selene disparada por la policía él mata a dos agentes en un ataque de rabia. Ruina acepta la oferta de la Reina Negra para ser su "rey" y se desvanecen, presumiblemente hacia la dimensión de Selene. Vivirá una vida de lujo con ella pero aún tiene sentimientos hacia Laurie y debido a esto es todavía reacio a utilizar sus poderes. Usando ilusiones de Elixir y Laurie, Selene es capaz de conseguir que renuncie a estas inhibiciones.

### Necrosha
Ruina que se encuentra en el Círculo Interno de Selene, es enviado para recuperar el cuchillo místico de Selene en poder de los X-Men. Durante la lucha resultante es distraído por  Arena, con la forma transitoria de ella le es difícil hacerle daño. Sin embargo, cuando Onyxx le ataque, usará sus poderes para desintegrar su forma rocosa matándolo instantáneamente.
Durante una pelea con Eli Bard, Kevin se transforma, revelando que Selene ha utilizado sus poderes para hacer de él un vampiro inmortal al igual que Bard. Este es asesinado inmediatamente después por la misma Reina Negra. Elixir y Ruina se enfrentan una vez más. Kevin acusa a Josh de no haber salvado a Laurie. Esto lo lleva a cambiar de su forma de sanación dorada a su forma oscura de la muerte, lo que anula el poder destructivo de Ruina. Elixir lo mata y su cuerpo se desintegra por completo.

## Poderes y habilidades
Ruina degrada y con el tiempo desintegra la materia orgánica mediante el tacto, un poder que es involuntario. Con el contacto prolongado reduce casi cualquier objeto orgánico, o persona, en polvo. Como resultado de su poder sólo es capaz de usar ropa hecha de telas sintéticas. Este poder es aún más difícil de controlarlo debido a la propia interpretación que tiene Kevin de su capacidad para usarlo. EL tiene "hambre", lo que le provoca a Kevin un deseo de usar su poder, aunque esto podría ser sólo un aspecto psicológico del mismo. También a veces ve las cosas en su forma descompuesta como palomas vivas que aparecen descomponerse mientras las mira. Tiene la habilidad de apagar el fuego con sus propias manos como hizo en un par de ocasiones. Durante el crossover de Necrosha Ruina es de alguna manera capaz de desintegrar y matar a Onyxx, a pesar de su piel de granito. Durante un enfrentamiento posterior con Eli Bard muestra también que ahora puede convertirse en un vampiro debido a la manipulación de Selene.

## Otras versiones

### Dinastía de M
Ruina trabaja junto a Elixir como interrogador para S.H.I.E.L.D. Kevin usa su poder para descomponer una parte de su víctima casi hasta la muerte y en ese momento Elixir usa su poder para curar la misma parte. El proceso es aparentemente extremadamente doloroso. También lleva un traje de contención aunque Elixir comenta que él no lo necesita y sólo lo usa por el efecto psicológico.

### X-Men: El final
Kevin salva a Joanna Cargill de un skrull que suplantaba a Génesis. Después de que lo mate espera que Dani le pueda perdonar por usar sus poderes para hacerlo. Él murió en la explosión de la mansión de los X-Men.